# In My Life (Beatles-dal)
Az In My Life egy dal, amely a The Beatles angol rockegyüttes szerzeménye. Az 1965-ös Rubber Soul albumukon található meg. Szövegét főleg John Lennon írta, de Lennon-McCartney szerzeménynek tekinthető. George Martin zongorán közreműködik a dal szóló részében.
Lennon állítása szerint ez volt az első igazi nagy szerzeménye, mivel ez volt az első alkalom, hogy a saját életével kapcsolatosan írt.
2000-ben a Mojo magazin minden idők legjobb dalának választotta. A Rolling Stone 2004-ben 23., 2019-ben módosítva a 98. helyen szerepelt a Minden idők 500 legnagyobb zenéjének listáján. A saját 100 legjobb Beatles-dalt felsorakoztató listájukon pedig az 5. helyet foglalja el.

## A szöveg
Egy 1980-as interjúban Lennon úgy emlegette ezt a dalt, mint "első igazi nagy művét", mert ez volt az első alkalom, hogy saját életéről írt. Lennon szerint a dal eredete Kenneth Allsop angol újságíró megjegyzésére vezethető vissza, miszerint Lennonnak a gyerekkoráról kellene dalokat írnia. Ezt követően Lennon írt egy dalt egy hosszú vers formájában, felidézve azokat az éveket. Az eredeti dalszövegek egy buszútvonalon alapultak, amelyen Liverpoolban járt, megnevezve az útközben látott különböző helyszíneket, köztük a Penny Lane-t és a Strawberry Field-et.
Lennon később úgy gondolta, hogy az eredeti szöveg "nevetséges" volt, és "a mit csináltam a nyári buszútjaimon" legunalmasabb fajta dalának nevezte. Átírt bizonyos szavakat, és a konkrét emlékeket a múltjáról szóló általános elmélkedéssel helyettesítette. Az eredeti verzióból néhány sor maradt a kész dalban. Lennon barátja és életrajzírója, Peter Shotton szerint a „Some [friends] are dead and some are live/In my life I've loved them all” sorok rá és Stuart Sutcliffe-re utalnak (aki 1962-ben halt meg).

## Zene

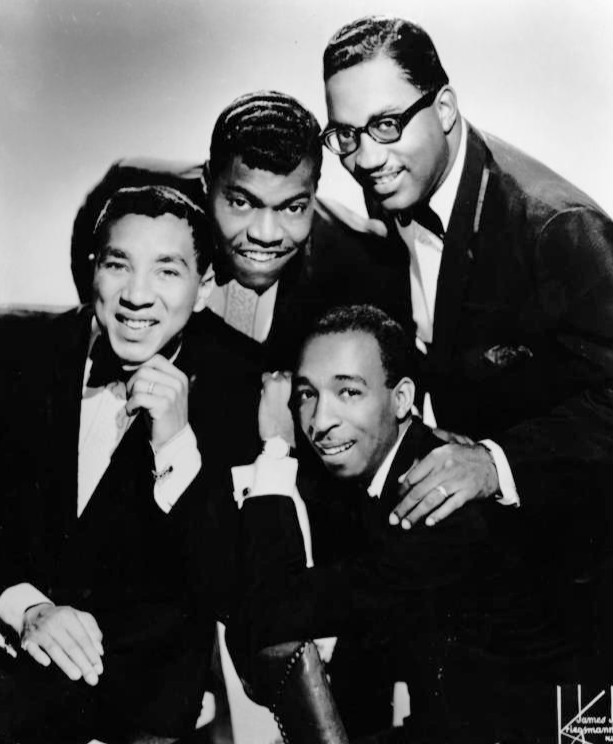
McCartney azt állította, hogy a Smokey Robinson & the Miracles együttes volt hatással az In My Life dallamára.

John Lennon és Paul McCartney emlékei eltérnek a zenét illetően. Lennon azt mondta, hogy McCartney "dallamilag a harmónia és a közép-nyolc volt." 1977-ben, amikor a Hit Parader magazin megmutatta azoknak a daloknak a listáját, amelyekről Lennon azt állította, hogy ő írta , az In My Life volt az egyetlen bejegyzés, amelyet McCartney vitatott. McCartney elmondta, hogy Lennon szövegeit az elejétől a végéig megzenésítette, és Smokey Robinson & the Miracles dalaiból merített ihletet. 1976-ban így nyilatkozott: "Tetszett az 'In My Life'. Ezek a szavak voltak, amelyeket John írt, és én írtam hozzá a dallamot. Ez nagyszerű volt."
Egy 2018-as tanulmányban a Harvard Egyetem mesterséges intelligencia kutatói zsák-szavas modellezést alkalmaztak a dal hangjaira és akkordjaira, és arra a következtetésre jutottak, hogy 18,9% a valószínűsége annak, hogy McCartney írta a versszakokat. Lennon 81,1%-os bizonyosságot kapott a versszakok megírásánál, míg McCartney 43,6%-os bizonyosságot kapott a középső nyolc sor megírásánál. Az elemzők "nagymértékű bizonytalanságról" számoltak be a középső nyolc sort illetően.

## Rögzítés
A dalt 1965. október 18-án vették fel, és az instrumentális közjáték kivételével teljes volt. Lennon akkor még nem döntötte el, hogy milyen hangszert használjon ehhez a részhez, de később felkérte George Martint, hogy játsszon egy zongoraszólót, azt sugallva, hogy a részletnek „valami barokk hangzása” legyen. Martin írt egy Bach-hatású darabot, amelyről úgy találta, hogy nem tudja a dal tempójának megfelelő időzítésben eljátszani. Október 22-én a szólót úgy vették fel, hogy a kazetta fél sebességgel futott, így normál ütemben lejátszva a zongora kétszer gyorsabb és egy oktávval magasabb volt. Ezzel megoldva a zenerészlet előadásának problémáját, és egyedi hangszínt adva a szólónak, amely egy csembalóéra emlékeztet.

## Öröksége
Az In My Life arra inspirálta a popzenei producereket, hogy csembalót használjanak zeneszámaikban. A Rolling Stone magazin a 2004-es "Minden idők 500 legnagyobb dala" listáján a 23. helyre sorolta az In My Life-ot, a 2021-es listáján pedig a 98. helyre, valamint az ötödik helyre a Beatles "100 Legjobb dal" listáján. A dal a második helyen végzett a CBC 50 Tracks listáján. A Mojo magazin 2000-ben minden idők legjobb dalának választotta. Az Acclaimed Music szerint 2020-ban ez volt a 194. legünnepeltebb dal a populáris zene történetében.

## Feldolgozások
- Ozzy Osbourne 1995-ös Under Cover albumának egy verzióját rögzítette. Az album további John Lennon borítókat tartalmazott, mint például a Working Class Hero és a Woman.
- Siw Malmkvist svédül vette fel az "I mitt liv"-t (1970) Underbara Siw (Wonderful Siw) albumán, amely ugyanabban az évben svéd Grammis-díjat kapott.
- George Harrison a Dark Horse észak-amerikai turnéja során készített egy lélekre hangolt változatot.
- Bette Midler 1992 elején kislemezként felvette a Kopaszoknak szeretettel című film filmzenéjére, amely a 20. helyezést érte el a Billboard Adult Contemporary listán az Egyesült Államokban. Ez a verzió később megjelent az 1993-as Experience the Divine: Greatest Hits albumon. A 2000 Brickyard 400 futam végén háttérzeneként használták a NASCAR on ABC című műsorban, amely a NASCAR utolsó adása volt az ABC-n 2007-ig.[15]
- George Martin elkészítette az 1998-as In My Life albumán saját változatát, Sean Connery narrációjában.
- James Taylor élőben adta elő a dalt a 82. Oscar-gála megemlékezős szegmensében.
- 2012-ben Lennon első felesége, Cynthia Lennon felvette a dalt a 72. születésnapja alkalmából, valamint a The Beatles Complete on Ukulele albumon, amely egy folyamatban lévő projekt, mely minden Beatles-dalt ukulelén dolgoz fel (vagy legalábbis beleértve).[16][17]
- A kanadai énekes, Chantal Kreviazuk 1999-ben dolgozta fel a dalt a Providence című amerikai tévésorozat főcímdalaként.
- The Tallest Man on Earth felvette a Too Late for Edelweiss című, 2022-es feldolgozási albumára saját változatát.[18]

## Közreműködik
Ian Macdonald szerint:
- John Lennon – duplázott ének, ritmusgitár
- Paul McCartney – vokál, basszusgitár, elektromos zongora (?)
- George Harrison – vokál, szólógitár
- Ringo Starr – dob, csörgődob, harang (?)
- George Martin – elektromos zongora

## Helyezések
| Slágerlista (2010)                           | Legmagasabb pozíció |
| -------------------------------------------- | ------------------- |
| Brit kislemezlista (Official Charts Company) | 78                  |
| Billboard Hot 100                            | 9                   |

## Fordítás
Ez a szócikk részben vagy egészben  az   In My Life című angol Wikipédia-szócikk fordításán alapul.  Az eredeti cikk szerkesztőit annak laptörténete sorolja fel. Ez a jelzés csupán a megfogalmazás eredetét és a szerzői jogokat jelzi, nem szolgál a cikkben szereplő információk forrásmegjelöléseként.

## Külső hivatkozások
Allan W. Pollack megjegyzései az In My Life című dalra vonatkozóan
Az In My Life eredeti kézirata Archiválva 2023. május 16-i dátummal a Wayback Machine-ben írta John Lennon, jelenleg a British Library-ban található meg
In My Life a Youtube-on